# Charles Surmont
Charles Surmont, né le 19 février 1893 à Mouvaux (Nord) et mort le 29 mai 1965 dans la même ville, est un homme politique français.

## Biographie
Électricien, maire de Mouvaux, il est député de la 9e circonscription de Lille de 1928 à 1932, siégeant dans le groupe des Républicains de gauche.